# Complainte sur le Christ mort (Dürer)
 (juin 2022).
Si vous disposez d'ouvrages ou d'articles de référence ou si vous connaissez des sites web de qualité traitant du thème abordé ici, merci de compléter l'article en donnant les références utiles à sa vérifiabilité et en les liant à la section « Notes et références ».
La Complainte sur le Christ mort ou La Déploration du Christ (en allemand : Beweinung Christi) est une peinture à l'huile sur panneau de sapin (150 x 120 cm) attribuée à l'artiste allemand de la Renaissance Albrecht Dürer. Elle est datable d'environ 1498 et est conservée au Germanisches Nationalmuseum de Nuremberg. Elle représente le thème de la Déploration du Christ.

## Histoire et description
L'œuvre a été peinte pour la chapelle familiale de Karl Holzschuher de Nuremberg à Sankt Johannis, en commémoration de sa mort. Le monogramme de Dürer est visible dans le coin du linceul blanc du Christ, mais on pense généralement qu'il est apocryphe.
Au centre de la toile, le Christ déposé est tenu par l'apôtre Jean et pleuré par Marie, les mains entrelacées, Nicodème et une femme pieuse. Marie-Madeleine et Joseph d'Arimathie sont debout, avec les pots avec les baumes pour la déposition. Un peu en contrebas on peut voir la couronne d'épines. En bas sont alignés, très petits et proches des armoiries héraldiques, les mécènes dévoués, appartenant aux familles Holschuher et Grüber : à gauche Karl et ses neuf fils, à droite sa femme Gertrude et ses trois filles.
Au-dessus du paysage, plus loin, le mont du Calvaire, où se tiennent encore les deux voleurs sur les croix, et une vue de la ville avec une rivière au centre, qui guide le regard au loin où les montagnes se perdent dégagées par la brume. Sur la droite, au contraire, on voit une falaise verdoyante où s'ouvre le sépulcre.

## Attribution
Certains, comme l'historien de l'art Erwin Panofsky, nient l'attribution du panneau à Dürer, l'attribuant plutôt à un collaborateur ou un suiveur qui a repris la gravure sur bois d'un sujet analogue dans la Grande Passion et le panneau de la Déploration Glimm : du premier dérivent la disposition générale, du second les figures de Madeleine et de Joseph d'Arimathie. Le mélange aurait perdu à la fois la force dramatique de la gravure sur bois et le rythme ascendant et la profondeur lumineuse du panneau.

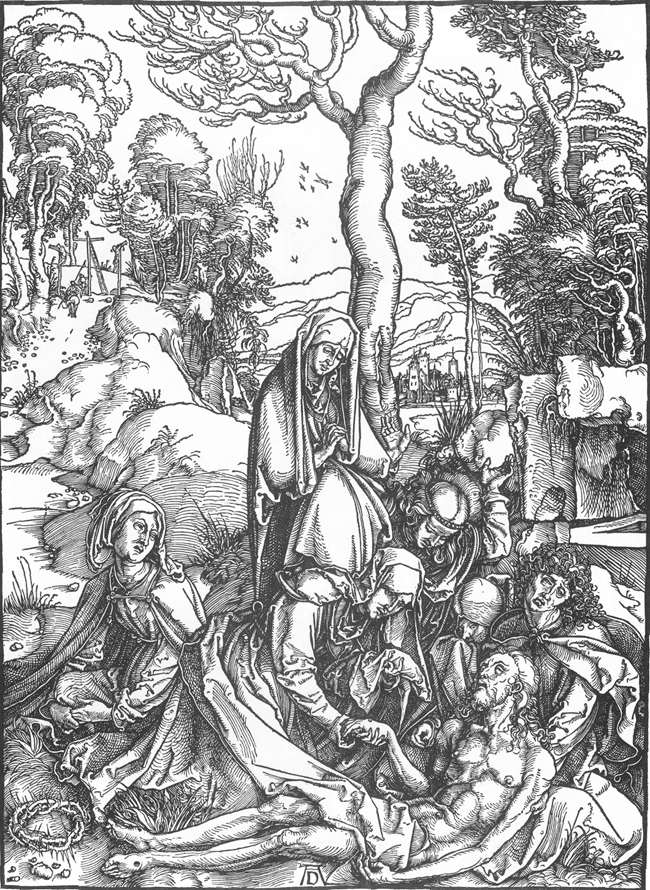
Lamentation du Christ, gravure sur bois
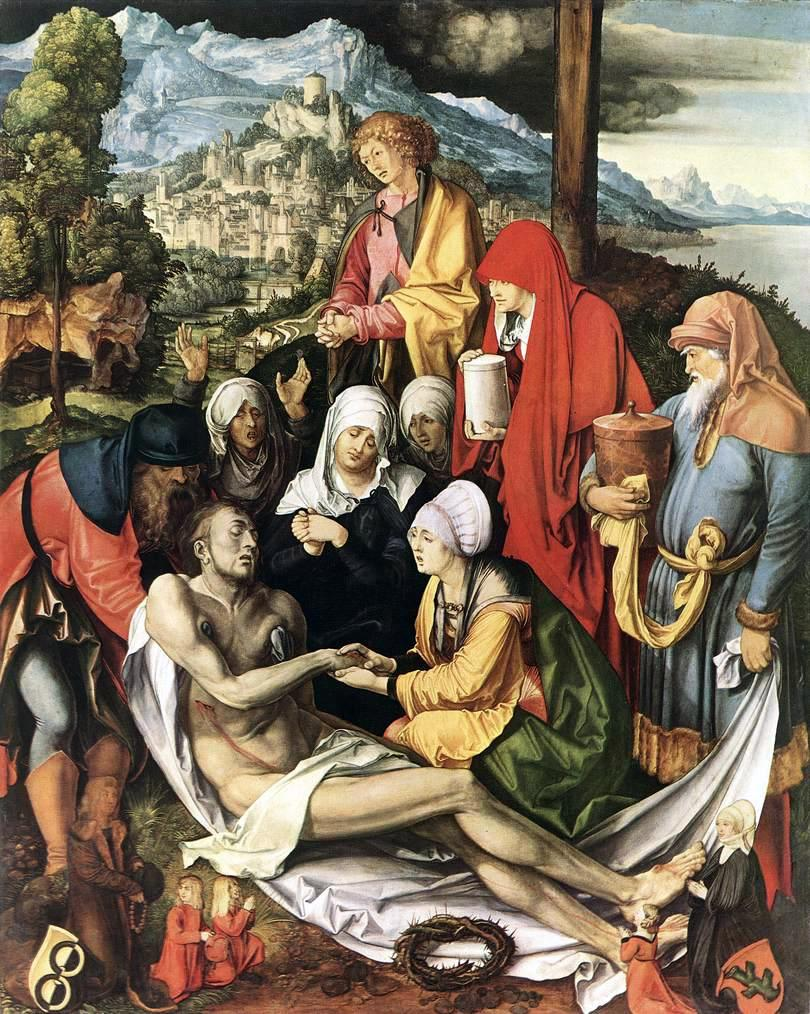
Déploration du Christ (Dürer, Munich)